# Daniel Pinchbeck

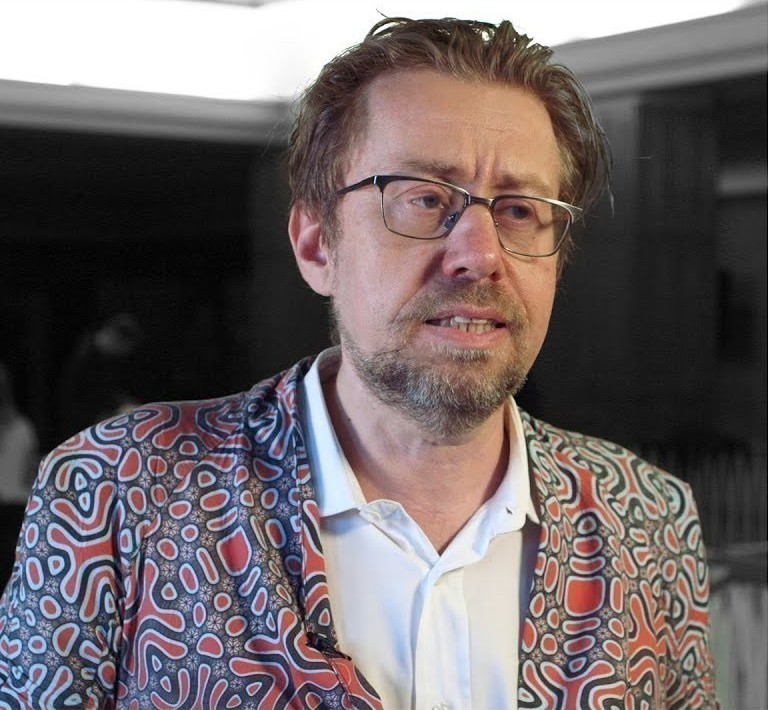
Daniel Pinchbeck, 2018

Daniel Pinchbeck (15 de Junho de 1966) é um escritor e defensor do uso de substâncias psicodélicas como o LSD, Psilocibina e Peiote com o fim de aumentar o intelecto, psicológico e as verdades espirituais através de uma experiência psicodélica. Ele é o filho do pintor Peter Pinchbeck e da escritora Joyce Johnson.
Daniel Pinchbeck (nascido em 15 de junho, 1966) tem profundas raízes pessoais na contracultura de Nova York dos anos 1950 e 1960. Seu pai era um pintor abstrato (Peter Pinchbeck), e sua mãe, Joyce Johnson, era membro da  Beat Generation e teve m relacionamento com Jack Kerouac quando On the Road bateu a lista dos mais vendidos em 1957 (descritos no livro best-seller de Johnson, Minor Characters: A Beat Memoir). Pinchbeck foi um dos fundadores da revista literária Open City nos anos 1990, com os colegas escritores Thomas Beller e Robert Bingham. Ele escreveu para várias publicações, incluindo Esquire, The New York Times Magazine, The Village Voice, e Rolling Stone. Em 1994, ele foi escolhido pelo jornal The New York Times Magazine como um dos "Trinta menos de trinta anos", destinado a mudar a nossa cultura.
Pinchbeck vive em East Village, New York, onde ele é o diretor editorial de Reality Sandwich (www.realitysandwich.com). Ele escreve uma coluna, Prophet Motive, for Conscious Enlightment (www.cemagazines.com), que aparece na Conscious Choice (Chicago), Conscious Choice (Seattle), Whole Life Times (LA), and Common Ground (SF). Ele é co-criador do projeto de animação, Postmodern Times (postmoderntimes.com).